# Edward Wawrzycki
Edward Wawrzycki (ur. 6 grudnia 1896 w Brzeźnicy, zm. 1 sierpnia 1920 pod Mielnikiem) – żołnierz armii austriackiej, Wojska Polskiego na Wschodzie, oficer Wojska Polskiego w II Rzeczypospolitej, kawaler Orderu Virtuti Militari.

## Życiorys
Urodził się w rodzinie Stanisława i Wandy z Modliszewskich. Uczył się w c. k. Gimnazjum w Sanoku. W 1915 został wcielony do austro-węgierskiego 40 pułku piechoty i skierowany do szkoły oficerskiej w Bacinie. Awansowany na stopień chorążego ze starszeństwem z 1 lipca 1916 w korpusie oficerów rezerwy piechoty i wysłany na front wschodni I wojny światowej. Tam trafił do niewoli rosyjskiej. Przetrzymywany był w obozach w Omsku i Pietropawłowsku.
We wrześniu 1918 wstąpił do 5 Dywizji Strzelców Polskich ppłk. Waleriana Czumy. W lutymi marcu 1919 był kurierem Dowództwa WP na Syberii. 
W 1919 został oficerem odrodzonego Wojska Polskiego. Na frontach wojny polsko-bolszewickiej walczył w szeregach 3 pułku piechoty Legionów. W sierpniu 1919 na czele trzech kompanii uderzył na tyły 2 pp nieprzyjaciela, rozbił go i otworzył polskiej grupie drogę na Mińsk. W grudniu awansował na stopień porucznika. W lipcu 1920 pod Ostrowiem, na północ od Mińska, jednym plutonem swej kompanii, wśród zamieszania wywołanego pojawieniem się nieprzyjaciela na tyłach baonu, zmusił wroga do odwrotu. 1 sierpnia tego roku poległ pod Mielnikiem, w trakcie walki „na bagnety” I batalionu o wyjście z okrążenia. Za bohaterstwo w walce odznaczony został pośmiertnie Krzyżem Srebrnym Orderu Wojskowego Virtuti Militari.

## Ordery i odznaczenia
- Krzyż Srebrny Orderu Wojskowego Virtuti Militari nr 5555 – pośmiertnie, 18 września 1922[6][8]
- Krzyż Walecznych[1]
- Srebrny Medal Waleczności 2 klasy[9]